# Sailen Manna
Sailen Manna (eigentlich Sailendra Nath Manna; bengalisch শৈলেন্দ্র নাথ মান্না Śailendra Nāth Mānnā; * 1. September 1924 in Haora, Westbengalen; † 27. Februar 2012 in Kalkutta) war ein indischer Fußballspieler.
Manna war für den Mohun Bagan AC aktiv. Berühmt wurde er als barfußspielender Fußballer bei den Olympischen Sommerspielen 1948. Bei den Olympischen Sommerspielen 1952 führte er die indische Mannschaft als Kapitän an. Er wurde 2000 von der AIFF zum Spieler des Millenniums gekürt.